# Assassinato de Anjelica Castillo
Anjelica Castillo, que era conhecida como Baby Hope, foi uma menina mexicana-americana de quatro anos de Nova York, assassinada em 1991. O corpo da menina foi identificado apenas em 2013. O caso recebeu atenção nacional devido à pouca idade da vítima e à forma como morreu. Após ser identificada, o primo paterno de Castillo, Conrado Juarez (30 anos na época de sua morte) confessou que assassinou a menina. Juarez morreu sob custódia em novembro de 2018, depois de mudar seu apelo para "inocente", dizendo que a confissão foi coagida.

## Morte
O pai abusivo de Castillo, Genaro Ramirez, levou dois de seus três filhos pequenos e desapareceu; sua mãe, Margarita Castillo, pensou que ele havia viajado com Anjelica e sua irmã e retornado ao seu México natal. Na realidade, ele deixou Anjelica em Nova York, levando-a para ficar com a prima adulta das crianças, Balvina Juarez-Ramirez, que morava em uma casa em Astoria, Queens.
Anos depois, o irmão de Balvina e primo de Anjelica, Conrado Juarez, confessou torturar, estuprar e sodomizar a criança antes de sufocá-la. Juarez, que tinha 30 anos na época do assassinato, amarrou Anjelica a uma mesa no apartamento de sua irmã e negou água em várias ocasiões. Juarez afirmou que primeiramente não pretendia matá-la, mas depois a sufocou com um travesseiro depois que ela gritou durante o estupro. Juarez imediatamente informou a Juarez-Ramirez que sua prima estava morta, e sua irmã insistiu que eles se livrassem do corpo. O corpo de Anjelica foi colocado em um refrigerador, e os irmãos pegaram um serviço de carro para Manhattan para esconder o refrigerador.
A mãe de Anjelica, Margarita, acreditando que Castillo estava no México com seu pai, e também incapaz de se comunicar em inglês, nunca relatou seu desaparecimento. Margarita afirmou que ela e sua família procuraram por sua filha, mas não conseguiram encontrá-la, pelo que se tornou alvo de muitas críticas e ódio quando Anjelica foi identificada em 2013. Outros relatórios revelam que sua família também se esqueceu de relatar seu desaparecimento porque alguns dos membros da família, incluindo Margarita, eram aparentemente imigrantes indocumentados . Eles temiam que se fosse descoberto que alguns estavam no país sem documentação durante o curso de uma investigação, eles seriam deportados.

## Descoberta
O corpo em decomposição de Anjelica foi descoberto em 23 de julho de 1991, dentro de um refrigerador azul marinho ao longo da Henry Hudson Parkway em Manhattan, Nova York. O corpo estava tão decomposto que era impossível identificar a princípio, pois seu rosto não era reconhecível — ela logo passou a ser conhecida como "Baby Hope". Ela estava nua e foi amarrada com corda e um cordão de persiana. Ela foi colocada em posição fetal com as mãos pressionadas. O corpo foi embrulhado em um saco de lixo e colocado dentro do refrigerador, que foi preenchido com latas de refrigerante fechadas e água (que presumivelmente era gelo). Os examinadores concluíram que "Baby Hope" era possivelmente hispânica, tinha cabelos escuros e ondulados em um rabo de cavalo, estava desnutrida (pesando apenas 28 lb (13 kg)), foi vítima de abuso sexual e morreu em 18 de julho. Ela foi inicialmente estimada para ter entre três e cinco anos de idade.

Depois que o exame foi concluído e o caso permaneceu sem solução, a polícia forneceu o dinheiro em 1993 para que a vítima fosse enterrada após a realização de um funeral público. Um caixão foi doado para enterrar a menina, e sua lápide foi marcada como "Baby Hope". Um dos oficiais que investigava o caso fez um elogio. Duzentas pessoas compareceram.

## Investigação
Depois do corpo ter sido descoberto, uma testemunha disse às autoridades que viu um homem e uma mulher hispânicos carregando um refrigerador no local onde o corpo foi encontrado, antes da descoberta, na época em que se estima que a menina tenha sido assassinada. Alguns meses depois, no outono de 1991, algumas imagens sugestivas de uma criança nua foram localizadas em Nova Jersey, que alguns acreditavam ser "Baby Hope", já que a menina nas fotos correspondia à descrição da vítima.
O corpo de "Baby Hope" foi exumado em 2006 e novamente em 2011 para obter informações de DNA. As autoridades reabriram o caso em 2013 e solicitaram informações ao público. A dica que abriu o caso veio de uma mulher anônima que disse às autoridades que havia ouvido uma conversa dois anos antes entre uma mãe e outra pessoa sobre o desaparecimento de sua filha. Esta informação levou os investigadores a Margarita Castillo, e as comparações de DNA confirmaram que ela era a mãe de "Baby Hope" — que agora poderia ser identificada como Anjelica Castillo.

### Identificação e prisão de Conrado Juarez
"Ela não estava desaparecida, o pai dela levou [os filhos] e talvez tenha sido esse meu erro, deixar ele levar eles embora. Não fui à polícia porque tinha medo de não ser ouvida. Eu estava com medo, não conhecendo a língua”.

Margarita Castillo, mãe da vítima
Depois que os investigadores identificaram Anjelica e sua família, mais esforços os levaram aos nomes de seus primos paternos – Conrado Juarez, de 52 anos, e sua irmã já falecida, Balvina Juarez-Ramirez. Juarez foi interrogado por detetives depois de ser localizado trabalhando como lavador de pratos em um restaurante em Manhattan. O interrogatório subsequente levou à sua prisão pelo crime. Ele foi posteriormente acusado de homicídio doloso. A polícia afirmou que também suspeita que Anjelica pode não ter sido a única vítima de Juarez.
Quando entrevistada pela primeira vez por repórteres, Margarita Castillo se recusou a mostrar o rosto e falou por uma porta fechada. Ela deu sua explicação de por que Anjelica não foi dada como desaparecida e também descreveu sua devastação quando soube do destino de Anjelica e sua raiva em relação a Juarez. Ela foi alvo de críticas em toda a comunidade por não relatar nada sobre o desaparecimento de Anjelica.
Alguns membros e amigos da família de Anjelica nunca souberam que ela existia. A irmã de Anjelica, Laurencita Ramirez, falou aos repórteres sobre o caso. Quando ela tinha 11 anos, ela soube da existência de Anjelica e sobre seu sequestro pelo pai anos antes. Ramirez afirmou que não ouviu falar do caso "Baby Hope" até que o caso foi reaberto e divulgado em 2013. Quando ela viu as recriações artísticas na mídia, ela viu uma semelhança entre a vítima e ela mesma, e se perguntou se a ainda não identificada "Baby Hope" poderia ser a irmã desaparecida de quem ela tinha ouvido falar.
Quando Anjelica foi identificada pela primeira vez, acreditava-se que seu pai, Genaro Ramirez, estava envolvido em sua morte, até que Juarez confessou. Até o momento, Genaro Ramirez nunca foi localizado, mas acredita-se que resida em Puebla, no México, e pode ainda não saber o que aconteceu com sua filha depois que ele a entregou a Juarez. Juarez mais tarde alegou que sua confissão foi coagida e contou um relato diferente da morte de Castillo, alegando que sua irmã pediu ajuda depois que a menina morreu ao cair da escada. Mais tarde, ele entrou com uma declaração de "inocente" da acusação de assassinato em segundo grau. Juarez morreu sob custódia policial em 19 de novembro de 2018, de câncer no pâncreas.